# Тицано Вал Парма
Тица̀но Ва̀л Па̀рма (на италиански: Tizzano Val Parma, на местен диалект Tisàn, Тизан) е село и община в северна Италия, провинция Парма, регион Емилия-Романя. Разположено е на 814 m надморска височина. Населението на общината е 2163 души (към 2010 г.).